# Hotzenblitz-Mobile

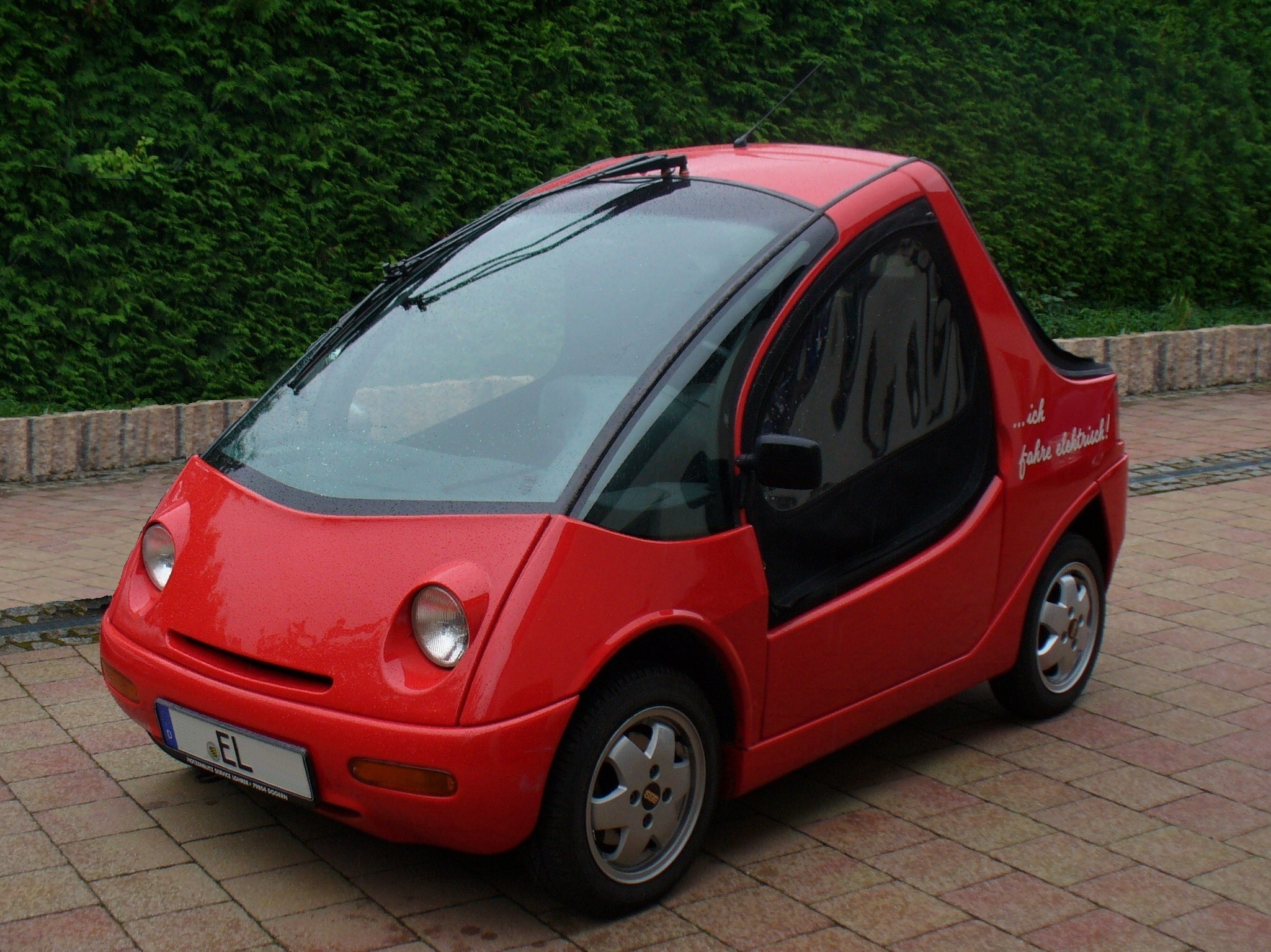
Hotzenblitz „Buggy“ in der letzten Entwicklungsstufe mit ABS-Karosserie

Die Hotzenblitz-Mobile GmbH & Co. war ein deutscher Hersteller von Automobilen.

## Unternehmensgeschichte

### Gründung
Thomas Albiez, Rainer Schmid, Thomas Schwarz und Peter Zumkeller gründeten am 13. April 1988 in Ibach die Hotzenblitz-Mobile GmbH zur Entwicklung eines kleinen Elektroautos. 1990 wurde der erste Prototyp als EL SPORT der Presse vorgestellt.
Thomas Albiez brachte Teile aus seinem Privatvermögen ein. Alfred Theodor Ritter unterstützte die Entwicklung finanziell. Am 12. April 1991 wurde die Hotzenblitz-Mobile GmbH & Co. im selben Ort gegründet.

### Produktion
Zur Produktion wurde in Thüringen die Hotzenblitz-Mobile Thüringen GmbH gegründet. Das Land Thüringen unterstützte die Entwicklung mit Bürgschaften von acht Mio. DM. 1993 begann die Produktion, die im ehemaligen Werk von Simson in Suhl stattfand. Der Markenname lautete Hotzenblitz.
Die Hotzenblitz-Mobile GmbH & Co. in Ibach stellte bereits zum 31. Dezember 1995 ihre Geschäftstätigkeit wegen Zahlungsunfähigkeit ein und veräußerte ihr gesamtes Vermögen an die Hotzenblitz-Mobile Thüringen GmbH. Auch die zwölf in Ibach beschäftigten Arbeitnehmer wurden von dieser übernommen.
Die gewerblichen Schutzrechte an dem Fahrzeug Hotzenblitz und das Know-how verkaufte die Hotzenblitz-Mobile GmbH & Co. mit einem Vertrag vom 19. Dezember 1995 an eine neu gegründete HBZ Hotzenblitz-Mobile GmbH & Co. Produktionsgesellschaft KG mit Sitz in Dortmund zu einem Kaufpreis von 17 Mio. DM.
1996 endete die Produktion. Insgesamt entstanden etwa 150 Fahrzeuge.

### Insolvenz
Da nun auch bei der Firma in Thüringen Zahlungsunfähigkeit eintrat, stellten beide Firmen am 18. Juli 1996 einen Insolvenzantrag: Die Hotzenblitz-Mobile GmbH & Co.  beantragte beim Amtsgericht Waldshut-Tiengen die Eröffnung des Konkursverfahrens, die Hotzenblitz-Mobile Thüringen GmbH beim Amtsgericht Meiningen die auf Eröffnung des Gesamtvollstreckungsverfahrens. Während das Amtsgericht Meiningen die Eröffnung eines Gesamtvollstreckungsverfahrens bereits am 1. August 1996 ablehnte, eröffnete das Amtsgericht Waldshut-Tiengen am 4. September 1996 ein Konkursverfahren und bestellte den Stuttgarter Rechtsanwalt Volker Grub zum Konkursverwalter.
Grub stellte fest, dass nur die gewerblichen Schutzrechte und das Know-how, das bereits vor Konkurseröffnung an die HBZ Hotzenblitz-Mobile GmbH & Co. Produktionsgesellschaft KG veräußert wurde, einen Wert hatten. Nachdem der Kaufpreis von 17 Millionen DM zum 31. Dezember 1995 bereits fällig gewesen war und nicht bezahlt werden konnte, trat Grub von diesem Kaufvertrag zurück. Er schloss einen neuen Kaufvertrag mit der neugegründeten Treffpunkt Zukunft GmbH & Co. KG, die von neun Investoren und dem Geschäftsführer Thomas Albiez gegründet wurde. Diese hatte das Ziel, die Produktion fortzuführen.
Da die Treffpunkt Zukunft GmbH und Co. KG und ihre Gesellschafter einen Kaufpreis nie bezahlen konnte, verblieben die gewerblichen Schutzrechte im Konkursverfahren. Weitere Verwertungsbemühungen scheiterten. Das Konkursverfahren wurde im Jahre 2006 abgeschlossen. Nur 57.000 Euro konnten an anerkannte Konkursforderungen in Höhe von 1,5 Millionen Euro bezahlt werden.

### Bemühungen um die Wiederaufnahme der Produktion
1998 bemühte sich das Land Nordrhein-Westfalen um eine Wiederaufnahme der Produktion in Duisburg. Eine Euroimpuls Beteiligungs AG sollte Geld privater Investoren einsammeln. Thomas Albiez sollte nur noch für die technische Entwicklung des Projektes verantwortlich sein.
Nach dem Scheitern dieser Bemühungen wanderte Thomas Albiez nach Österreich aus und gründete in Villach die Meeting Point Future GmbH sowie weitere Firmen, die das Ziel propagieren, einen weiterentwickelten Hotzenblitz zu produzieren und dafür private Investoren suchen. Auf XING wird er als Geschäftsführer seit 01/1999 aufgeführt. 2011 wurde auf der Messe „the electric avenue“ in Friedrichshafen von der Firma Linning Kendrion im Beisein von Thomas Albiez ein verbesserter Antrieb in einem Hotzenblitz mit ABS-Karosserie vorgestellt.
2016 ist im Webauftritt der früheren Firma Meeting Point Future im Impressum die TZ – MPF Arbeitsgemeinschaft GeoPart GmbH & Co KG eingetragen am Amtsgericht Traunstein, HRA 11299 als Betreiber benannt. Die Geschäftstätigkeit und die Produktion der Firma soll durch Crowdfunding von privaten Investoren finanziert werden. Der TZ – Produktion Albiez KG, auf deren Webseite vom früheren Webauftritt Treffpunkt Zukunft weitergeleitet wird, steht T.E. Albiez als Geschäftsführer vor. Diese Firma bietet nach Eigendarstellung neben Beratungsleistungen und Elektrorollern über eine Internetplattform auch Hotzenblitze an. Teilweise stammen die Bilder der Verkaufsanzeigen aus dem Bildarchiv der Wikipedia ohne die erforderliche Quellenangabe
Einen Nachweis über eine tatsächliche Produktion von Neufahrzeugen seit 1996 gibt es nicht.

## Fahrzeuge
Das einzige Modell war der Hotzenblitz. Dies war ein kleines Elektroauto in mehreren Ausführungen:
- Hotzenblitz Buggy mit Stofftüren
- Hotzenblitz City mit festen Türen
- optional mit Hardtop, großem Stoffverdeck und/oder zwei zusätzlichen Notsitzen mit klappbaren Lehnen im Fond